# Liste der Kantone im Département Bouches-du-Rhône
Das Département Bouches-du-Rhône liegt in der Region Provence-Alpes-Côte d’Azur in Frankreich. Es untergliedert sich in vier Arrondissements mit 29 Kantonen (französisch cantons).

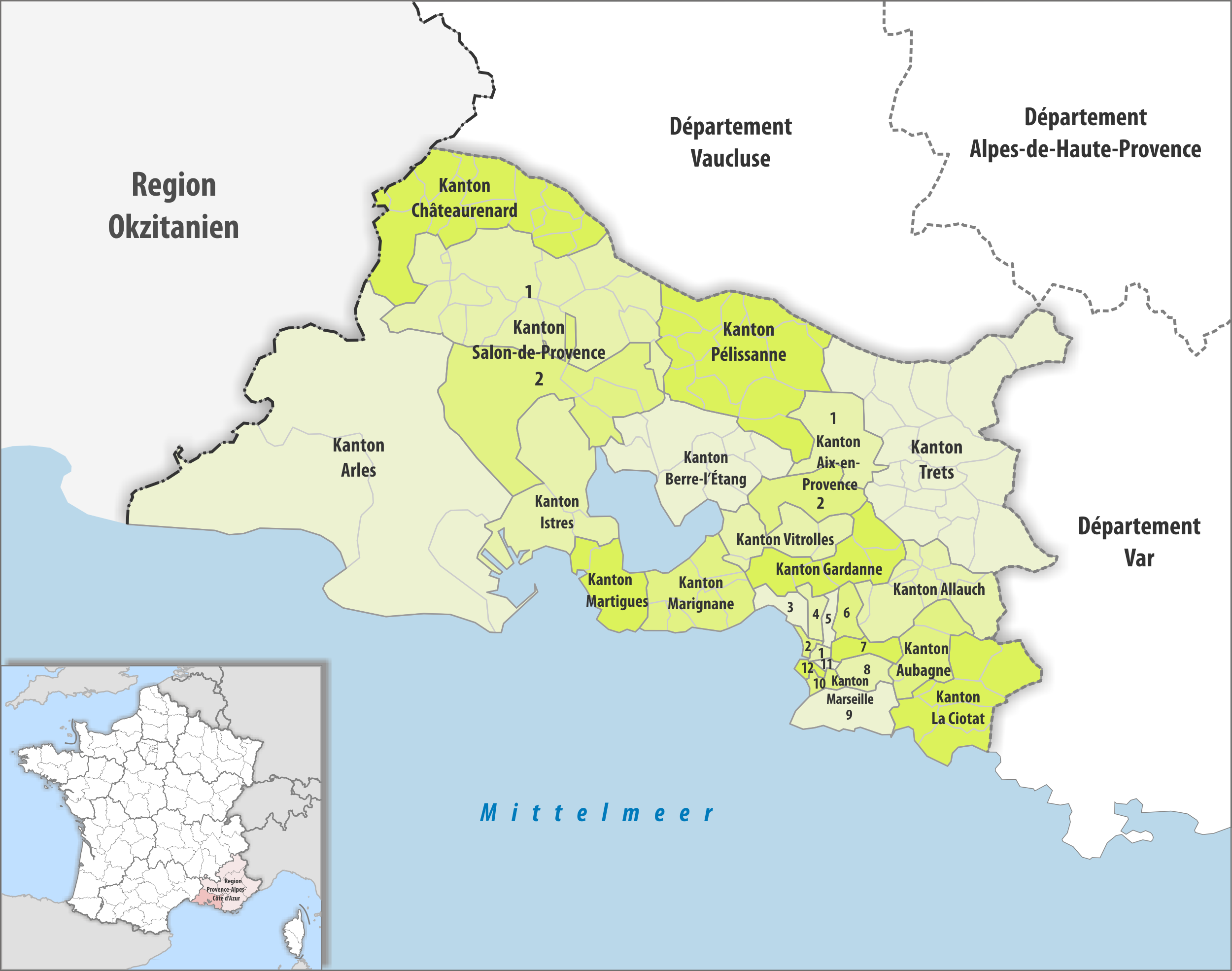
Gemeinden und Kantone im Département Bouches-du-Rhône

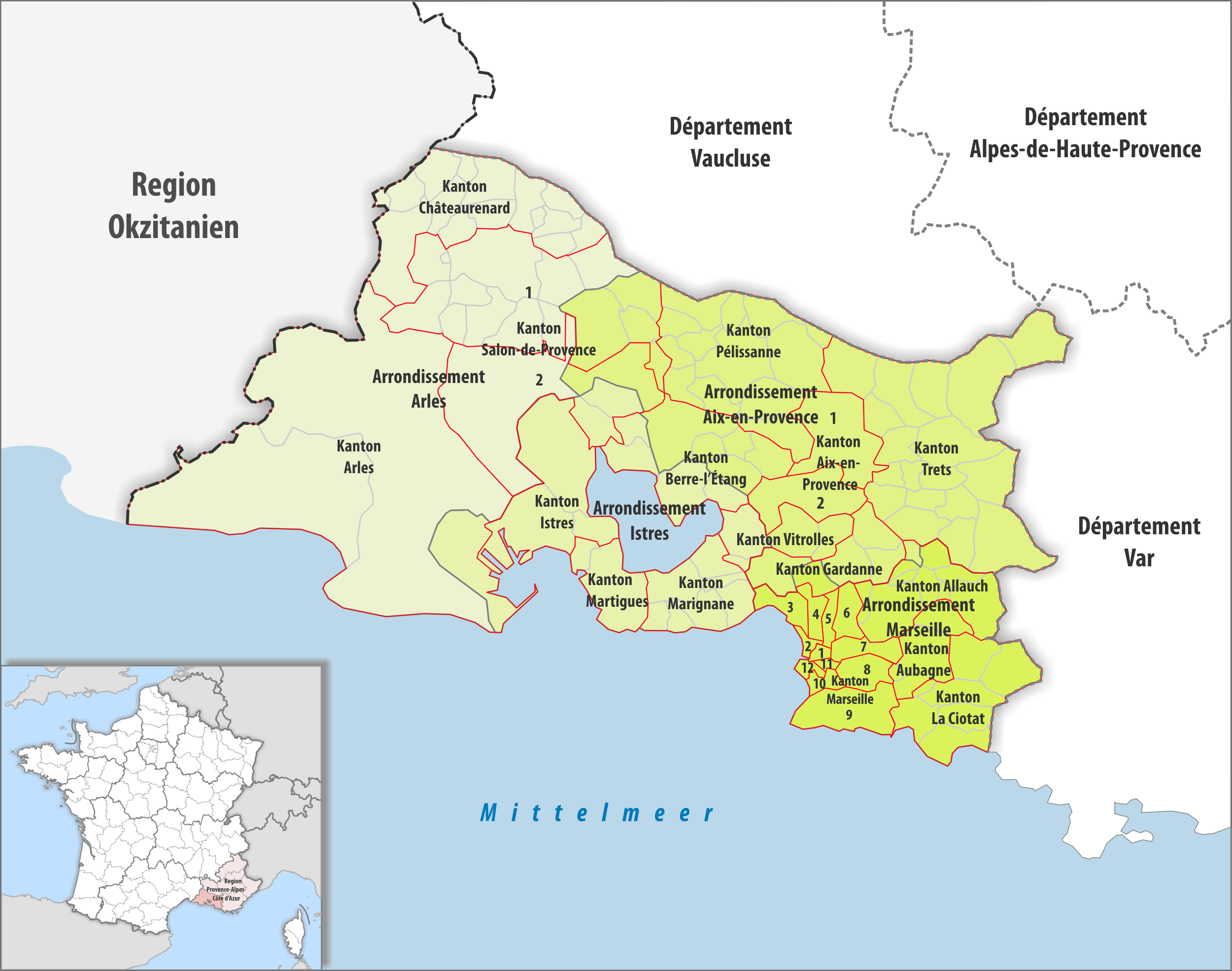
Gemeinden, Arrondissemente und Kantone im Département Bouches-du-Rhône

| Kanton                       | Gemeinden | Einwohner 1. Januar 2022 | Fläche km² | Dichte Einw./km² | Code INSEE | Arrondissement(e)              |
| ---------------------------- | --------- | ------------------------ | ---------- | ---------------- | ---------- | ------------------------------ |
| Aix-en-Provence-1            | 1⁄2       | 73.222                   | 102,26     | 716              | 1301       | Aix-en-Provence                |
| Aix-en-Provence-2            | 1⁄2       | 74.711                   | 83,82      | 891              | 1302       | Aix-en-Provence                |
| Allauch                      | 10        | 74.091                   | 161,54     | 459              | 1303       | Aix-en-Provence, Marseille     |
| Arles                        | 3         | 61.944                   | 1.206,92   | 51               | 1304       | Arles, Istres                  |
| Aubagne                      | 3         | 63.165                   | 82,29      | 768              | 1305       | Marseille                      |
| Berre-l’Étang                | 9         | 73.359                   | 249,86     | 294              | 1306       | Aix-en-Provence, Istres        |
| Châteaurenard                | 15        | 75.062                   | 328,57     | 228              | 1307       | Arles                          |
| La Ciotat                    | 7         | 74.435                   | 187,10     | 398              | 1308       | Marseille                      |
| Gardanne                     | 5         | 65.945                   | 127,06     | 519              | 1309       | Aix-en-Provence, Marseille     |
| Istres                       | 3         | 65.734                   | 227,06     | 290              | 1310       | Istres                         |
| Marignane                    | 7         | 85.832                   | 134,45     | 638              | 1311       | Istres                         |
| Marseille-1                  | 1⁄12      | 74.632                   | 3,60       | 20.731           | 1312       | Marseille                      |
| Marseille-2                  | 1⁄12      | 73.898                   | 7,29       | 10.137           | 1313       | Marseille                      |
| Marseille-3                  | 1⁄12      | 64.566                   | 24,42      | 2.644            | 1314       | Marseille                      |
| Marseille-4                  | 1⁄12      | 57.427                   | 15,20      | 3.778            | 1315       | Marseille                      |
| Marseille-5                  | 1⁄12      | 69.258                   | 12,79      | 5.415            | 1316       | Marseille                      |
| Marseille-6                  | 1⁄12      | 74.027                   | 26,14      | 2.832            | 1317       | Marseille                      |
| Marseille-7                  | 1⁄12      | 84.000                   | 26,31      | 3.193            | 1318       | Marseille                      |
| Marseille-8                  | 1⁄12      | 74.259                   | 28,68      | 2.589            | 1319       | Marseille                      |
| Marseille-9                  | 1⁄12      | 75.153                   | 73,67      | 1.020            | 1320       | Marseille                      |
| Marseille-10                 | 1⁄12      | 78.803                   | 10,63      | 7.413            | 1321       | Marseille                      |
| Marseille-11                 | 1⁄12      | 74.337                   | 4,89       | 15.202           | 1322       | Marseille                      |
| Marseille-12                 | 1⁄12      | 76.855                   | 7,00       | 10.979           | 1323       | Marseille                      |
| Martigues                    | 2         | 64.956                   | 82,90      | 784              | 1324       | Istres                         |
| Pélissanne                   | 13        | 60.561                   | 358,43     | 169              | 1325       | Aix-en-Provence, Arles         |
| Salon-de-Provence-1          | 14 1⁄2    | 64.900                   | 491,38     | 132              | 1326       | Aix-en-Provence, Arles         |
| Salon-de-Provence-2          | 3 1⁄2     | 71.069                   | 320,22     | 222              | 1327       | Aix-en-Provence, Arles, Istres |
| Trets                        | 18        | 74.799                   | 603,40     | 124              | 1328       | Aix-en-Provence                |
| Vitrolles                    | 4         | 68.811                   | 99,61      | 691              | 1329       | Aix-en-Provence, Istres        |
| Département Bouches-du-Rhône | 119       | 2.069.811                | 5.087,49   | 407              | 13         | –                              |

## Liste ehemaliger Kantone

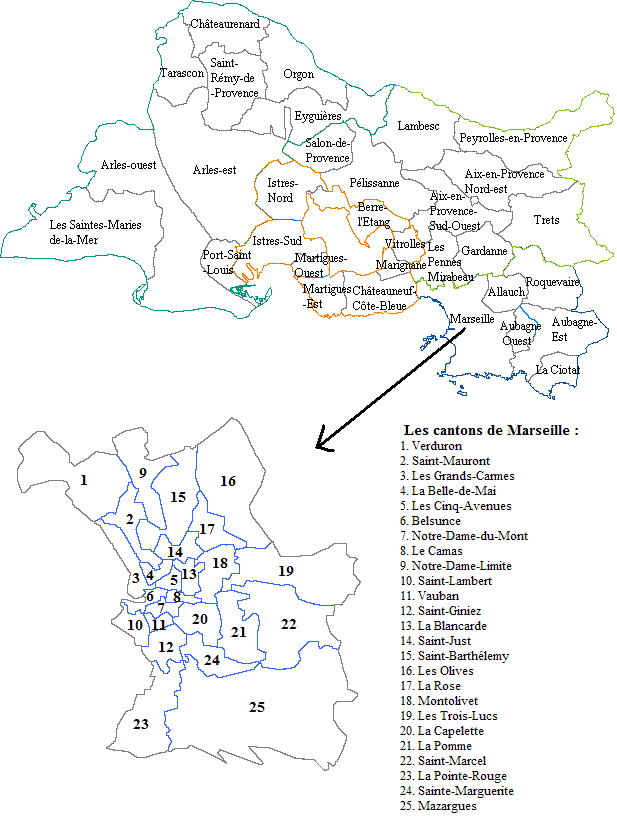
Karte der Kantonseinteilung, wie sie von 2003 bis 2015 gültig war

Vor dem Neuzuschnitt der französischen Kantone im März 2015 war das Département Bouches-du-Rhône wie folgt in 57 Kantone unterteilt:
| Arrondissement  | Kantone |
| --------------- | --- |
| Aix-en-Provence | Aix-en-Provence-Centre, Aix-en-Provence-Nord-Est, Aix-en-Provence-Sud-Ouest, Gardanne, Lambesc, Les Pennes-Mirabeau, Pélissanne, Peyrolles-en-Provence, Salon-de-Provence, Trets |
| Arles           | Arles-Est, Arles-Ouest, Châteaurenard, Eyguières, Orgon, Port-Saint-Louis-du-Rhône, Saint-Rémy-de-Provence, Saintes-Maries-de-la-Mer, Tarascon |
| Istres          | Berre-l’Étang, Châteauneuf-Côte-Bleue, Istres-Nord, Istres-Sud, Marignane, Martigues-Est, Martigues-Ouest, Vitrolles |
| Marseille       | Allauch, Aubagne-Est, Aubagne-Ouest, La Ciotat, Marseille-La Belle-de-Mai, Marseille-Belsunce, Marseille-La Blancarde, Marseille-Le Camas, Marseille-La Capelette, Marseille-Les Cinq-Avenues, Marseille-Les Grands-Carmes, Marseille-Mazargues, Marseille-Montolivet, Marseille-Notre-Dame-du-Mont, Marseille-Notre-Dame-Limite, Marseille-Les Olives, Marseille-La Pointe-Rouge, Marseille-La Pomme, Marseille-La Rose, Marseille-Saint-Barthélemy, Marseille-Sainte-Marguerite, Marseille-Saint-Giniez, Marseille-Saint-Just, Marseille-Saint-Lambert, Marseille-Saint-Marcel, Marseille-Saint-Mauront, Marseille-Les Trois Lucs, Marseille-Vauban, Marseille-Verduron, Roquevaire |